# Andreas Trautmann
Andreas Trautmann (Dresda, 21 maggio 1959) è un ex calciatore tedesco orientale, dal 1990 tedesco.

## Carriera

### Club
Dopo aver iniziato a giocare a calcio nel BSG Empor Tabak Dresden, passò nel 1973 alla Dinamo Dresda. Con la Dinamo giocò dal 1977 al 1991 270 partite, andando a segno in 48 occasioni, e vinse per tre volte la DDR-Oberliga e per quattro la FDGB Pokal.
Crollato il muro di Berlino, insieme ai compagni di squadra Hans-Uwe Pilz e Matthias Döschner, si trasferì nel 1990 al Fortuna Colonia dove rimase una sola stagione.
Terminò la carriera nel 1994 nel Dresdner SC.

### Nazionale
Vestì la maglia della Germania Est in 14 occasioni. Debuttò il 10 febbraio 1983 a Tunisi contro la Nazionale locale (2-0) mentre giocò la sua ultima partita con la rappresentativa il 20 maggio 1989 a Lipsia contro l'Austria (1-1). Marcò la sua unica rete il 22 marzo 1989 a Dresda contro la Finlandia.

## Palmarès

### Club
- DDR-Oberliga: 3

Dinamo Dresda: 1977-1978, 1988-1989, 1989-1990
- FDGB Pokal: 4

Dinamo Dresda: 1982, 1984, 1985, 1990

### Nazionale
- Argento olimpico: 1

Mosca 1980

### Individuale
- Calciatore tedesco orientale dell'anno: 1

1989